# Oscar (jeu vidéo)
 (juin 2015).
Si vous disposez d'ouvrages ou d'articles de référence ou si vous connaissez des sites web de qualité traitant du thème abordé ici, merci de compléter l'article en donnant les références utiles à sa vérifiabilité et en les liant à la section « Notes et références ».
Oscar est un jeu vidéo de plates-formes édité par Flair Software en 1993. Le jeu a été porté sur Super Nintendo par Titus Software en 1996.
Il a été suivi de jeux sortis sur le DSiWare de Nintendo.

## Synopsis
Oscar, un héros anthropomorphique, est au cinéma et doit retrouver des statuettes d'Oscars répartis lors des projections de quatre films : un sur la préhistoire, un d'horreur, un dessin animé et un western. Oscar aime bien se déguiser, il est par exemple habillé en cow-boy dans le niveau western ou encore en vampire dans le niveau horreur.

## Système de jeu
Le jeu est composé de quatre niveaux sans boss, eux-mêmes sous-divisés en trois niveaux. Oscar peut attaquer en sautant sur les ennemies ou en les attaquant à l'aide d'un yo-yo. En plus des Oscars, le héros peut collecter diverses objets qui lui donnent des points et des vies supplémentaires. Retrouver les lettres "B", "O", "N", "U", et "S" pour accéder à des niveaux bonus.

## Accueil
- Tilt : 86 % (PC)[2]

## Série
1. Oscar (1992, Ordinateurs, 1996, Super Nintendo)
2. Oscar in Toyland  (2009, DSiWare)
3. Oscar in Movieland (2010, DSiWare)
4. Oscar in Toyland 2 (2011, DSiWare)
5. Oscar's World Tour (2011, DSiWare)